# Amarodytes guidi
Amarodytes guidi är en skalbaggsart som beskrevs av Guignot 1957. Amarodytes guidi ingår i släktet Amarodytes och familjen dykare. Inga underarter finns listade i Catalogue of Life.